# United States Army Air Corps
United States Army Air Corps (Korpus Lotniczy Armii Stanów Zjednoczonych, USAAC) – formacja lotnictwa wojskowego Armii Stanów Zjednoczonych istniejąca w latach 1926–1941.

## Historia
Po zakończeniu I wojny światowej, gdy początkowo bagatelizowane lotnictwo stało się coraz ważniejszą częścią ówczesnego pola walki, nastąpił rozdźwięk pomiędzy bardziej konserwatywnym personelem wojskowym oraz tymi oficerami, którzy uważali, że samoloty są jeszcze niewystarczająco wykorzystane, a operacje lotnicze czasów Wielkiej Wojny były duszone z powodów politycznych niezwiązanych z ich skutecznością. Nazwę USAAC nadano 2 lipca 1926 r. przekształconej Służbie Lotniczej Armii Stanów Zjednoczonych istniejącej od 1917 r. 20 czerwca 1941 r. Korpus Powietrzny stał się częścią nowo utworzonych Sił Powietrznych Armii Stanów Zjednoczonych (USAAF), co dało mu większą autonomię od struktury dowodzenia na średnim szczeblu armii. Podczas II wojny światowej Korpus Lotniczy (Air Corp, AC), choć nie był administracyjnym szczeblem, pozostawał jednym z ramion bojowych armii do 1947 r., kiedy to został legalnie zniesiony przez ustawę powołującą Departament Sił Powietrznych.
Korpus Powietrzny został przemianowany przez Kongres Stanów Zjednoczonych na Siły Powietrzne Armii Stanów Zjednoczonych w dużej mierze w ramach kompromisu pomiędzy zwolennikami lotnictwa jako oddzielnego rodzaju sił zbrojnych, a zwolennikami tradycyjnego dowództwa armii, którzy postrzegali lotnictwo jako formację pomocniczą wspierającą działania sił lądowych. Chociaż jego członkowie pracowali nad promowaniem koncepcji autonomicznych sił powietrznych w latach międzywojennych, głównym celem polityki wojskowej było raczej wsparcie sił lądowych niż niezależne operacje.

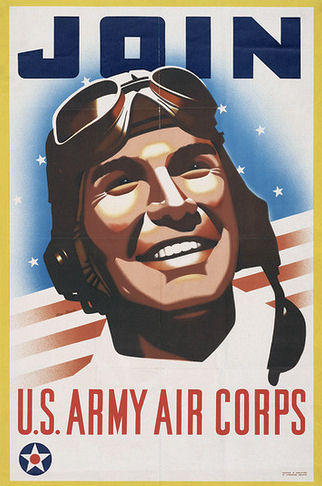
Plakat rekrutacyjny Korpusu Lotniczego Armii Stanów Zjednoczonych

1 marca 1935 r., wciąż borykając się z problemem oddzielenia lotnictwa wojskowego, armia uruchomiła Siły Powietrzne Kwatery Głównej w celu scentralizowanej kontroli jednostek bojowych lotnictwa na terytorium Stanów Zjednoczonych, niezależnie od Korpusu Powietrznego, ale koordynując je. Oddzielenie Korpusu Powietrznego od kontroli nad jego jednostkami bojowymi spowodowało problemy z jednością dowodzenia, które stały się bardziej dotkliwe, gdy Korpus Powietrzny powiększył się w ramach przygotowań do II wojny światowej. Zostało to rozwiązane przez utworzenie Sił Powietrznych Armii (Army Air Force, AAF), co spowodowało, że obie organizacje podporządkowały się nowemu wyższemu szczeblowi.
W dniu 20 czerwca 1941 r. istnienie Korpusu Lotniczego Armii Stanów Zjednoczonych jako głównego komponentu lotnictwa armii amerykańskiej zmieniło się na fakt, że stał się on wyłącznie elementem szkoleniowym i logistycznym nowych Sił Powietrznych Armii Stanów Zjednoczonych, które obejmowały siły dawnej Kwatery Głównej Sił Powietrznych pod nową strukturą organizacyjną Dowództwa Bojowego Sił Powietrznych dla operacji bojowych na pierwszej linii frontu; ten nowy element wraz z Korpusem Lotniczym tworzył nowe USAAF.
Korpus Powietrzny przestał mieć własną strukturę administracyjną po 9 marca 1942 r., ale jako „stała ustawowa organizacja lotniczego ramienia armii i główny składnik Sił Powietrznych Armii” przeważająca większość personelu przydzielonego do Sił Powietrznych Armii była nadal członkami Korpusu Powietrznego.